# ديك كولوم
ديك كولوم (بالإنجليزية: Dick Cullum)‏ هو لاعب كرة قدم بريطاني في مركز الهجوم، ولد في 28 يناير 1931 في كولشيستر في المملكة المتحدة، وتوفي في 9 أبريل 2012 في هيميل هيمبستيد ‏ في المملكة المتحدة. لعب مع كولتشستر يونايتد.